# Звёздная динамика
Звёздная динамика — раздел звёздной астрономии, изучающий движения звёзд под воздействием гравитационных полей. Основными объектами изучения являются двойные и кратные звёзды, рассеянные и шаровые скопления, галактики (в том числе и Млечный Путь), скопления и сверхскопления галактик как звёздные системы.
Звёздная динамика использует и методы аналитической механики, и методы статистической физики. Это обусловлено тем, что в реальных звёздных системах (без учёта кратных звёзд) количество объектов зачастую слишком велико даже для методов численного моделирования, не говоря уже об аналитическом решении гравитационной задачи N тел. Учитывая большое количество объектов в звёздной системе, динамика звёзд обычно связана с более глобальными, статистическими свойствами нескольких орбит, а не с конкретными данными о положениях и скоростях отдельных орбит.
Движение звёзд в галактике или в шаровом звёздном скоплении в основном определяется средним распределением других, удалённых звёзд. Звёздные столкновения включают такие процессы, как релаксация, массовая сегрегация, приливные силы и динамическое трение, которые влияют на траектории членов системы.
Звёздная динамика также имеет отношение к физике плазмы. Эти две области широко изучались в 20-м веке и обе заимствовали математический формализм, первоначально разработанный в области механики жидкости.

## Ключевые концепты
Звёздная динамика включает в себя определение гравитационного потенциала значительного количества звёзд. Звёзды могут быть смоделированы как точечные массы, орбиты которых определяются составным взаимодействием друг с другом. Как правило, эти точечные массы представляют звёзды в различных скоплениях или галактиках, таких как скопление галактик или шаровое звёздное скопление. Из 2-го закона Ньютона, уравнение, описывающее взаимодействия изолированной звёздной системы, можно записать в виде формулы
{\displaystyle m_{i}{\frac {d\mathbf {r_{i}} }{dt}}=\sum _{i=1 \atop i\neq j}^{N}{\frac {Gm_{i}m_{j}\left(\mathbf {r} _{i}-\mathbf {r} _{j}\right)}{\left\|\mathbf {r} _{i}-\mathbf {r} _{j}\right\|^{3}}}~,}
являющейся формулировкой гравитационной задачи N тел. На любого индивидуального члена системы N гравитирующих тел {\displaystyle m_{i}}влияют гравитационные потенциалы остальных {\displaystyle m_{i}}. На практике, невозможно вычислить гравитационные потенциалы системы, складывая все точечно-массовые потенциалы в системе, поэтому звёздные динамики разрабатывают потенциальные модели которые могут точно моделировать систему, оставаясь при этом недорогими в вычислительном отношении. Гравитационный потенциал {\displaystyle \Phi } зависит от гравитационного поля {\displaystyle \mathbf {\vec {g}} }:
{\displaystyle \mathbf {\vec {g}} =-\nabla \Phi ~,}
тогда как плотность тела связана с потенциалом через уравнение Пуассона:
{\displaystyle \nabla ^{2}\Phi =4\pi G\rho ~.}

### Гравитационные столкновения и релаксация
Звёзды в звёздной системе влияют на траектории друг друга из-за сильных и слабых гравитационных столкновений. Столкновения между двумя звёздами определяются как сильные, если изменение потенциальной энергии больше или равно их начальной кинетической энергии. Сильные столкновения редки, и они, как правило, считаются важными только в плотных звёздных системах, таких как центры шаровых скоплений. Слабые столкновения оказывают более глубокий эффект на эволюцию звёздной системы путем воздействия на траектории многих орбит. Гравитационные столкновения могут быть изучены с помощью концепции релаксации звёзд.
Релаксация — процесс установления статического равновесия в физической системе, состоящей из многих тел. Простой пример, демонстрирующий релаксацию — релаксация двух тел, где орбита звезды изменяется из-за гравитационного взаимодействия с другой звездой. Изначально звезда двигается по орбите с начальной скоростью {\displaystyle \mathbf {v} }, перпендикулярной прицельному параметру, т.е. дистанции ближайшего сближения, к звезде, гравитационное поле которой повлияет на исходную орбиту. По законам Ньютона, изменение скорости звезды {\displaystyle \delta \mathbf {v} }, примерно равно ускорению при прицельном параметре, умноженному на время ускорения. Время релаксации можно считать временем, которое требуется, что бы {\displaystyle \delta \mathbf {v} } сравнялось с {\displaystyle \mathbf {v} }, или временем которое требуется, чтобы отклонения в скорости равнялись начальной скорости звезды. Время релаксации для звёздной системы из {\displaystyle N}объектов, с учётом, что прицельный параметр больше прицельного параметра, соответствующего изменению орбиты звезды на 90 градусов (и более), примерно равно
{\displaystyle t_{\text{relax}}\backsimeq {\frac {0.1N}{\ln N}}t_{\text{cross}}~,}
где {\displaystyle t_{\text{cross}}}— время пересечения галактики (англ. crossing), т.е. время, за которое звезда проходит через всю галактику один раз.
Время релаксации идентифицирует бесстолкновительные и столкновительные звёздные системы. Динамика на временных масштабах, меньших времени релаксации, определяется как бесстолкновительная. Они также идентифицированы как системы, в которых звёзды объекта взаимодействуют с гравитационным потенциалом, а не суммой потенциалов точечнs[ масс Накопленные эффекты релаксации двух тел в галактике могут привести к так называемой массовой сегрегации, когда более массивные звезды собираются около центра скоплений, а менее массивные — выталкиваются к внешним частям скопления.

## Связи со статистической механикой и физикой плазмы
Статистический характер звёздной механики происходит от применения кинетической теории газов к звёздным системам такими физиками, как Джеймс Джинс, в начале 20-го века. Уравнения Джинса, описывающие время эволюции звёздной системы в гравитационном поле, аналогичны уравнению Эйлера для идеальной жидкости и были получены из кинетического уравнения Больцмана. Оно было выведено Людвигом Больцманом для объяснения неравновесного поведения термодинамической системы. Как и в статистической механике, в динамике звёзд используются функции распределения, которые инкапсулируют информацию о звёздной системе вероятностным образом. Одночастичная функция распределения в фазовом пространстве, {\displaystyle f(\mathbf {x} ,\mathbf {v} ,t)}, определяется таким образом, что {\displaystyle f(\mathbf {x} ,\mathbf {v} ,t)\,{\text{d}}\mathbf {x} \,{\text{d}}\mathbf {v} } представляет вероятность нахождения данной звезды с позицией {\displaystyle \mathbf {x} } вокруг дифференциального элемента объёма {\displaystyle {\text{d}}\mathbf {x} } и скоростью {\displaystyle {\text{v}}} вокруг дифференциального элемента объёма {\displaystyle {\text{d}}\mathbf {v} }. Распределение по функциям нормируется так, что его интегрирование по всем позициям и скоростям будет равно единице. Для столкновительных систем теорема Лиувилля применяется для изучения микросостояния звёздной системы, а также широко используется для изучения различных статистических ансамблей статистической механики.
В физике плазмы кинетическое уравнение Больцмана упоминается как уравнение Власова, используемое для изучения времени эволюции функции распределения плазмы. Принимая во внимание, что Джинс применил бесстолкновительное уравнение Больцмана, наряду с уравнением Пуассона, к системе звёзд, взаимодействующих посредством большой силы тяжести, Анатолий Власов применил уравнение Больцмана с уравнениями Максвелла к системе частиц, взаимодействующих через кулоновскую силу. Оба подхода отделяют себя от кинетической теории газов, вводя дальнодействующие силы для изучения долгосрочной эволюции системы многих частиц. В дополнение к уравнению Власова концепция затухания Ландау в плазме была применена Дональдом Линден-Беллом к гравитационным системам для описания эффектов затухания в сферических звёздных системах.

## Приложение
Звёздная динамика в основном используется для изучения распределения масс внутри звёздных систем и галактик. Ранние примеры применения звёздной динамики к скоплениям включают статью Альберта Эйнштейна 1921 года, в которой применена теорема вириала к сферическим звёздным скоплениям, и статью Фрица Цвикки 1933 года, в которой применена теорема вириала конкретно к кластеру Скопление Волос Вероники, который был одним из первоначальных предвестников идеи тёмной материи во Вселенной. Уравнения Джинса использовались для понимания различных данных наблюдений звёздных движений в галактике Млечный Путь. Например, Ян Оорт использовал уравнения Джинса для определения средней плотности вещества в солнечной окрестности, тогда как концепция асимметричного дрейфа возникла из изучения уравнений Джинса в цилиндрических координатах. Звёздная динамика также даёт представление о структуре формирования и эволюции галактик. Динамические модели и наблюдения используются для изучения трёхосной структуры эллиптических галактик и позволяют предположить, что видимые спиральные галактики созданы слиянием галактик. Звёздные динамические модели также используются для изучения эволюции активных ядер галактик и их чёрных дыр, а также для оценки распределения массы тёмной материи в галактиках.